# Holy Blood
Holy Blood (с англ. — «Святая кровь») — украинская рок-группа, близкая по манере исполнения к блэк-металу и фолк-металу. В текстах группы прослеживается крайне непримиримое отношение к язычеству и сатанизму, активно пропагандируется христианство. В песнях зачастую звучит тема страшного суда и борьбы со злом.

## Музыкальная составляющая
Звучание Holy Blood объединяет в себе блэк- и дэт-метала с элементами фолк-метала и сравнивалось критиками с такими коллективами как Ensiferum, Moonspell и Finntroll. Хотя жанровую принадлежность группы иногда описываю как викинг-метал, тексты группы посвящены темам христианства. Тексты написаны на украинском языке, при этом группа комбинирует мужской скриминг и женский чистый вокал, также исполняя мелодии народной музыки с помощью ведущей гитары и флейты, в некоторых альбомах используя волынку.

## Состав

### Текущий состав
- Фёдор Бузилевич — вокал (1999—настоящее время), гитары (1999—2001, 2003—2008), флейта (2002—настоящее время), бас-гитара (2014)

### Бывшие участники
- Михаил Родионов — бас-гитара (1999—2001), гитара (2001—2003)
- Дмитрий Титоренко — ударные (1999—2008)
- Евгений Цесарев — бас-гитара (2001—2003)
- Алексей Фурман — гитара (2001—2002)
- Вера Князева — клавишные, женский вокал (2001—2005, 2008—2014), волынка (2010)
- Артём Ступак — гитара (2002—2003)
- Алексей Андрющенко — бас-гитара (2003—2008)
- Сергей Нагорный — гитары (2003—2008)
- Вячеслав Кирюшин — волынка, флейта (2005—2006)
- Владислав Малицкий — клавишные (2005—2008)
- Ира Клещ — бас-гитара (2008—2014)
- Александр Омельченко — ударные (2008—2009)
- Евгений Титарчук — гитара (2008—2014)
- Игорь Дзюба — гитара (2008—2011)
- Анатолий Богдаренко — ударные (2009)
- Данила Рыбин — ударные (2009)
- Олег Богомаз — ударные (2009—2010)
- Виктор Сербин — ударные (2010—2014)
- Григорий Назаров — гитары (2011—2014)

## Дискография

### Полноформатные альбомы
- Странник (2002)
- Волны танцуют (2005)[2][4]
- The Patriot (2008)[1]
- Ясно солнце (2010)[3][5]
- День отмщения (2014)
- Voice of Blood (2019)

### Мини-альбомы
- Glory to the Heroes (2017)